# Бородатка японская
Бородатка японская, или Погония японская (лат. Pogonia japonica)  — вид рода Бородатка (Pogonia) семейства Орхидные (Orchidaceae).

## Ботаническое описание
Многолетнее травянистое растение высотой 10-20 см. Корневище тонкое, короткое, имеющее единственную почку возобновления. Стебель, чешуйчатый у основания, имеет одиночный лист ланцетной формы.
Цветок одиночный, диаметром до 2,5 см, розового цвета, с листовидным зелёным прицветником до 4 см длиной. Губа разделена на 3 лопасти, шпорца не имеет. Плод  — сухая коробочка.
Обитает на сырых лугах и болотах.

## Ареал
В России вид обитает на Дальнем Востоке. За рубежом встречается в Китае, Японии, на полуострове Корея.

## Охранный статус
Редкий вид. Занесена в Красные книги России, Амурской, Еврейской автономной, Сахалинской областей, Приморского и Хабаровского краев. Вымирает в связи с хозяйственным освоением территорий в местах своего произрастания, сбора цветущих растений на букеты.

## В культуре
В условиях Москвы и Тверской области (Андреапольский район) отмечена успешная однократная зимовка растений в открытом грунте. Посадка осуществлялась в моховую «подушку» на слое торфа.